# Abel Matthys
Abel Matthys (Lovendegem, 29 december 1921 – Gent, 15 maart 2011) was een Belgisch pianist en muziekpedagoog.
Hij kreeg zijn opleiding aan het Conservatorium in Gent. Hij haalde prijzen in diverse studierichtingen zoals harmonieleer, contrapunt en fuga. Voor piano haalde hij het hogere diploma (1943) bij M. Gazelle. Er volgde nog een virtuositeitsprijs van de Belgische regering (Luik, 1946). Hij zat vervolgens op podia in België, Nederland en het Verenigd Koninkrijk. Al direct na zijn opleiding aan Gent begon hij er ook als plaatsvervanger les te geven (1944) en vanaf 1948 ook aan de Stedelijke Muziekschool Brugge. Vanaf 1959 tot 1978 was hij daadwerkelijk leraar aan het Gents conservatorium. Deze functie combineerde hij enkele jaren (1966-1978) met het directeurschap van het Stedelijk Conservatorium Kortrijk. Vanaf 1978 was hij pianodocent aan het Koninklijk Conservatorium Brussel. Hij trad daarbij ook nog eens op als jurylid bij diverse concoursen zoals de Koningin Elisabethwedstrijd. Van 1977 tot 1980 was hij buitengewoon pianoleraar bij de Muziekkapel Koningin Elisabeth.
Aan het eind van zijn loopbaan werd hij benoemd tot ereleraar van de conservatoria van Gent en Brussel en eredirecteur van het Stedelijk Conservatorium Kortrijk. Bovendien werd hij onderscheiden met de Orde van Leopold II (officier).
Een van zijn leerlingen was de pianist-componist Marc Matthys, alhoewel dezelfde achternaam is het geen familie.
Hij was getrouwd met Denise Van Wanseele (1922-2017).